# 豉油街12號

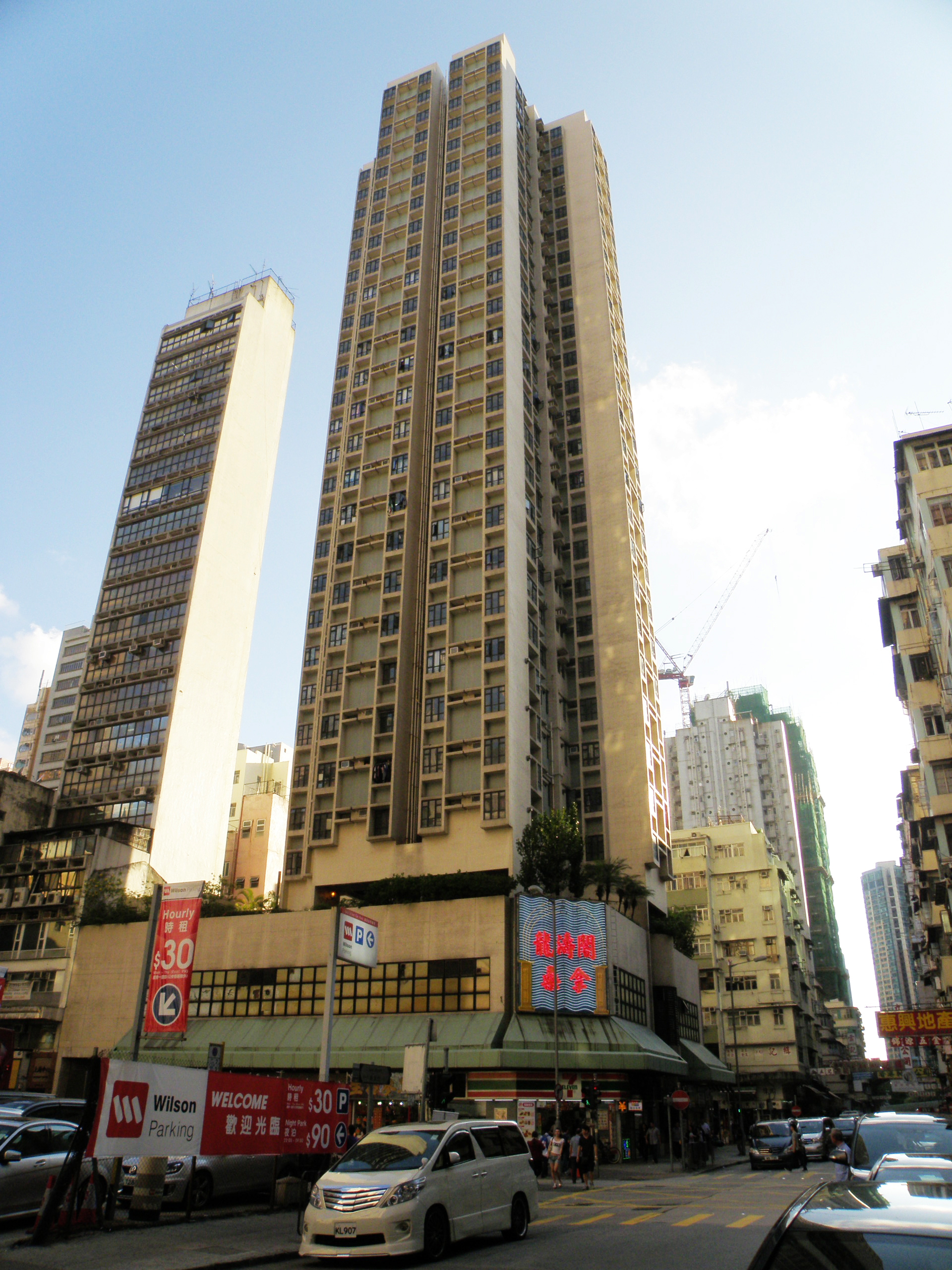
豉油街12號

豉油街12號，位於香港旺角豉油街12號的單棟私人屋苑，位處豉油街及上海街交界，於1994年入伙（31年樓齡）。大廈樓高26層，由巴馬丹拿建築師事務所設計，全幢原裝單位有近200個，3-6樓部份每伙再分間成4間房，每間50至60平方呎，住客更要共用廁所和廚房；7-26樓每層設七伙，為兩房/三房兩廳單位；而地下至一樓為商用部份，二樓設有平台花園及兒童遊樂場地。項目本身為土地發展公司的重建項目，安置受亞皆老街∕上海街重建計劃影響的重建戶。安置單位的租金由土地發展公司補貼，住客只需繳付市值租金之23%至52%的租金。

## 住宅多個單位空置
2015年，有媒體報道住宅至今只餘下大約20戶有人住，大多單位是空置。市建局解釋，部份人上公屋或年老過身，變成今日的情況。局方稱單位只會預留給大型項目的重建戶，無計劃轉作資助房屋。市建局非執董麥美娟認為可與志願團體合作，把這裡廉價租給基層市民；又表示市建局有需要探討未來提供資助房屋的定位。
2017年7月，社會服務聯會獲市建局以應課差餉租值50%，提供位於25及26樓14個單位，以低於市值租金分租予基層市民。租約期由2017年10月1日至2019年9月30日，為期兩年。不過由於行政費昂貴，估計每個單位月租要6,000元。